# Avon Championships of Houston 1979
L'Avon Championships of Houston 1979 è stato un torneo di tennis giocato sul sintetico indoor. È stata la 9ª edizione del torneo, che fa parte del WTA Tour 1979. Si è giocato al Westside Tennis Club di Houston negli USA dal 15 al 21 gennaio 1979.

## Campionesse

### Singolare
Martina Navrátilová ha battuto in finale  Virginia Wade con il punteggio di 6–3, 6–2

### Doppio
Martina Navrátilová /  Janet Newberry hanno battuto in finale  Pam Shriver /  Betty Stöve con il punteggio di 4–6, 6–4, 6–2